# ويفرلي (ميشيغان)
ويفرلي (بالإنجليزية: Waverly CDP, Michigan)‏ هي منطقة سكنية تقع بولاية ميشيغان في الولايات المتحدة. تبلغ مساحتها 23.72 كم2، وترتفع عن سطح البحر 262 م، بلغ عدد سكانها 23,925 نسمة في عام 2010 حسب إحصاء مكتب تعداد الولايات المتحدة وتصل الكثافة السكانية فيها 1,008.6 نسمة لكل كيلومتر مربع (2,612.3/ميل2).

## التركيبة السكانية
حدّد مكتب تعداد الولايات المتحدة بيانات التركيبة السكانية لويفرلي في تعداد الولايات المتحدة. في ما يلي، التركيبة السكانية حسب تعدادي 2000 و2010.

### تعداد عام 2000
بلغ عدد سكان ويفرلي 16,194 نسمة بحسب تعداد عام 2000، وبلغ عدد الأسر 6,866 أسرة وعدد العائلات 4,303 عائلة مقيمة في المنطقة السكنية. في حين سجلت الكثافة السكانية 682.7 نسمة لكل كيلومتر مربع (1,768.2/ميل2). وبلغ عدد الوحدات السكنية 7,130 وحدة بمتوسط كثافة قدره 300.6 لكل كيلومتر مربع (778.6/ميل2).
وتوزع التركيب العرقي للمنطقة السكنية بنسبة 81.33% من البيض و10.70% من الأمريكيين الأفارقة و0.36% من الأمريكيين الأصليين و3.37% من الأمريكيين ذوي الأصول الآسيوية و0.05% من سكان جزر المحيط الهادئ و1.56% من الأعراق الأخرى و2.64% من عرقين مختلطين أو أكثر و4.56% من الهسبانيون أو اللاتينيون من أي عرق.
بلغ عدد الأسر 6,866 أسرة كانت نسبة 31.2% منها لديها أطفال تحت سن الثامنة عشر تعيش معهم، وبلغت نسبة الأزواج القاطنين مع بعضهم البعض 49.4% من أصل المجموع الكلي للأسر، ونسبة 10.4% من الأسر كان لديها معيلات من الإناث دون وجود شريك، بينما كانت نسبة 2.9% من الأسر لديها معيلون من الذكور دون وجود شريكة وكانت نسبة 37.3% من غير العائلات. تألفت نسبة 30.9% من أصل جميع الأسر من عدة أفراد يعيشون في نفس المنزل ونسبة 10.7% كانت تتألف من شخص يعيش بمفرده يبلغ من العمر 65 عاماً أو أكثر. وبلغ متوسط حجم الأسرة المعيشية 2.34، أما متوسط حجم العائلات فبلغ 2.96.
بلغ العمر الوسطي للسكان 38.0 عاماً. وكانت نسبة 23.6% من القاطنين تحت سن الثامنة عشر، وكانت نسبة 9.4% بين الثامنة عشر والرابعة والعشرين عاماً، ونسبة 26.9% كانت واقعةً في الفئة العمرية ما بين الخامسة والعشرين والرابعة والأربعين عاماً، ونسبة 26% كانت ما بين الخامسة والأربعين والرابعة والستين، ونسبة 13.1% كانت ضمن فئة الخامسة والستين عاماً فما فوق. يوجد لكل 100 أنثى 89.6 ذكر، ويوجد لكل 100 أنثى في الثامنة عشر من عمرها فما فوق 85.4 ذكر.
بلغ متوسط دخل الأسرة في المنطقة السكنية 51,148 دولارًا، أما متوسط دخل العائلة فبلغ 64,248 دولارًا. وكان متوسط دخل الذكور 49,375 دولارًا مقابل 32,064 دولارًا للإناث. وسجل دخل الفرد الخاص بالمنطقة السكنية 26,867 دولارًا. وكانت نسبة 4.5% من العائلات ونسبة 5.8% من السكان تحت خط الفقر، وكان من هؤلاء نسبة 6.7% تحت سن الثامنة عشر ونسبة 6.8% في الخامسة والستين من العمر وما فوق.

### تعداد عام 2010
بلغ عدد سكان ويفرلي 23,925 نسمة بحسب تعداد عام 2010، وبلغ عدد الأسر 10,994 أسرة وعدد العائلات 6,094 عائلة مقيمة في المنطقة السكنية. في حين سجلت الكثافة السكانية 1,008.6 نسمة لكل كيلومتر مربع (2,612.3/ميل2). وبلغ عدد الوحدات السكنية 11,784 وحدة بمتوسط كثافة قدره 496.8 لكل كيلومتر مربع (1,286.7/ميل2).
وتوزع التركيب العرقي للمنطقة السكنية بنسبة 75.18% من البيض و13.85% من الأمريكيين الأفارقة و0.54% من الأمريكيين الأصليين و4.24% من الأمريكيين ذوي الأصول الآسيوية و0% من سكان جزر المحيط الهادئ و2.17% من الأعراق الأخرى و4.02% من عرقين مختلطين أو أكثر و6.90% من الهسبانيون أو اللاتينيون من أي عرق.
بلغ عدد الأسر 10,994 أسرة كانت نسبة 24.4% منها لديها أطفال تحت سن الثامنة عشر تعيش معهم، وبلغت نسبة الأزواج القاطنين مع بعضهم البعض 39.9% من أصل المجموع الكلي للأسر، ونسبة 11.9% من الأسر كان لديها معيلات من الإناث دون وجود شريك، بينما كانت نسبة 3.7% من الأسر لديها معيلون من الذكور دون وجود شريكة وكانت نسبة 44.6% من غير العائلات. تألفت نسبة 37.3% من أصل جميع الأسر من عدة أفراد يعيشون في نفس المنزل ونسبة 12.4% كانت تتألف من شخص يعيش بمفرده يبلغ من العمر 65 عاماً أو أكثر. وبلغ متوسط حجم الأسرة المعيشية 2.15، أما متوسط حجم العائلات فبلغ 2.84.
بلغ العمر الوسطي للسكان 40.7 عاماً. وكانت نسبة 19.7% من القاطنين تحت سن الثامنة عشر، وكانت نسبة 10.6% بين الثامنة عشر والرابعة والعشرين عاماً، ونسبة 24.5% كانت واقعةً في الفئة العمرية ما بين الخامسة والعشرين والرابعة والأربعين عاماً، ونسبة 28.8% كانت ما بين الخامسة والأربعين والرابعة والستين، ونسبة 16.4% كانت ضمن فئة الخامسة والستين عاماً فما فوق. وتوزع التركيب الجنسي للسكان بنسبة 47.2% ذكور و52.8% إناث.